# Yé (Lanzarote)
Yé ist ein Dorf in der Gemeinde Haría auf der spanischen Kanareninsel Lanzarote. Der von Weinbergen umgebene kleine Ort liegt auf dem Hochplateau des Risco de Famara am Fuß des Vulkans Monte Corona.

## Charakter
In dem von weißen Häusern geprägten Dorf im Nordwesten von Lanzarote leben 150 Einwohner. Am westlichen Ortsrand steht die Parroquia de San Francisco Javier, sie wird auch Iglesia de Yé (Kirche von Yé) genannt. Mit ihrem Bau wurde 1936 begonnen, ihr heutiges Aussehen bekam sie in den 1980er Jahren. Von Fächerpalmen eingerahmt und mit dem Vulkan La Corona im Hintergrund ist sie ein viel fotografiertes Motiv für Touristen.
Die Einwohner leben größtenteils vom Weinbau (siehe Weinbaugebiet Lanzarote). Der Landwein kann vor Ort in einer Bodega verkostet werden.

## Wanderwege
Yé ist Ausgangspunkt für eine Wanderung auf den Monte Corona (auch La Corona). Die Umrundung auf dem Kraterrand ist nicht gestattet, es ist jedoch möglich auf einem steilen Trampelpfad zum Grund des Kraterkessels abzusteigen.
Nordöstlich des Dorfes kann der Vulkan Quemada de Órzola umrundet werden, südlich von Yé führt ein alter Weg, der Camino de Guatifay, durch das Famara-Kliff zur Playa de Bajo el Risco hinab.

## Yé als Drehort
Südöstlich von Yé ist die auf einer Anhöhe wie eine Burg thronende Torrecilla de Domingo ein Blickfang. Das in den 1920er Jahren inmitten von Weinbergen erbaute Landgut diente als Drehort für den Film Zerrissene Umarmungen (2009) von Pedro Almodóvar mit Penélope Cruz in der Hauptrolle. Das Anwesen ist in Privatbesitz und steht nicht für Besichtigungen offen.

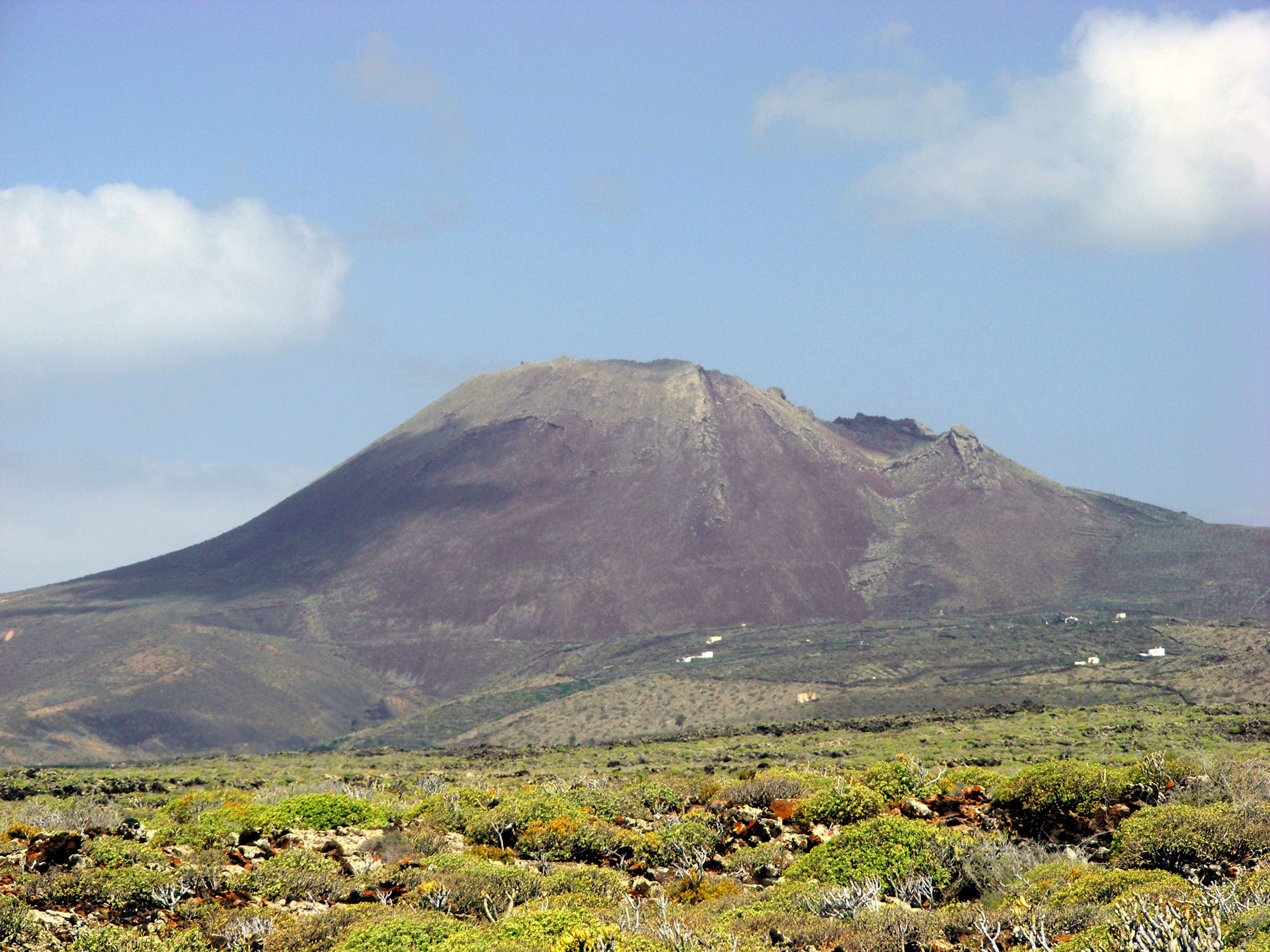
Monte Corona
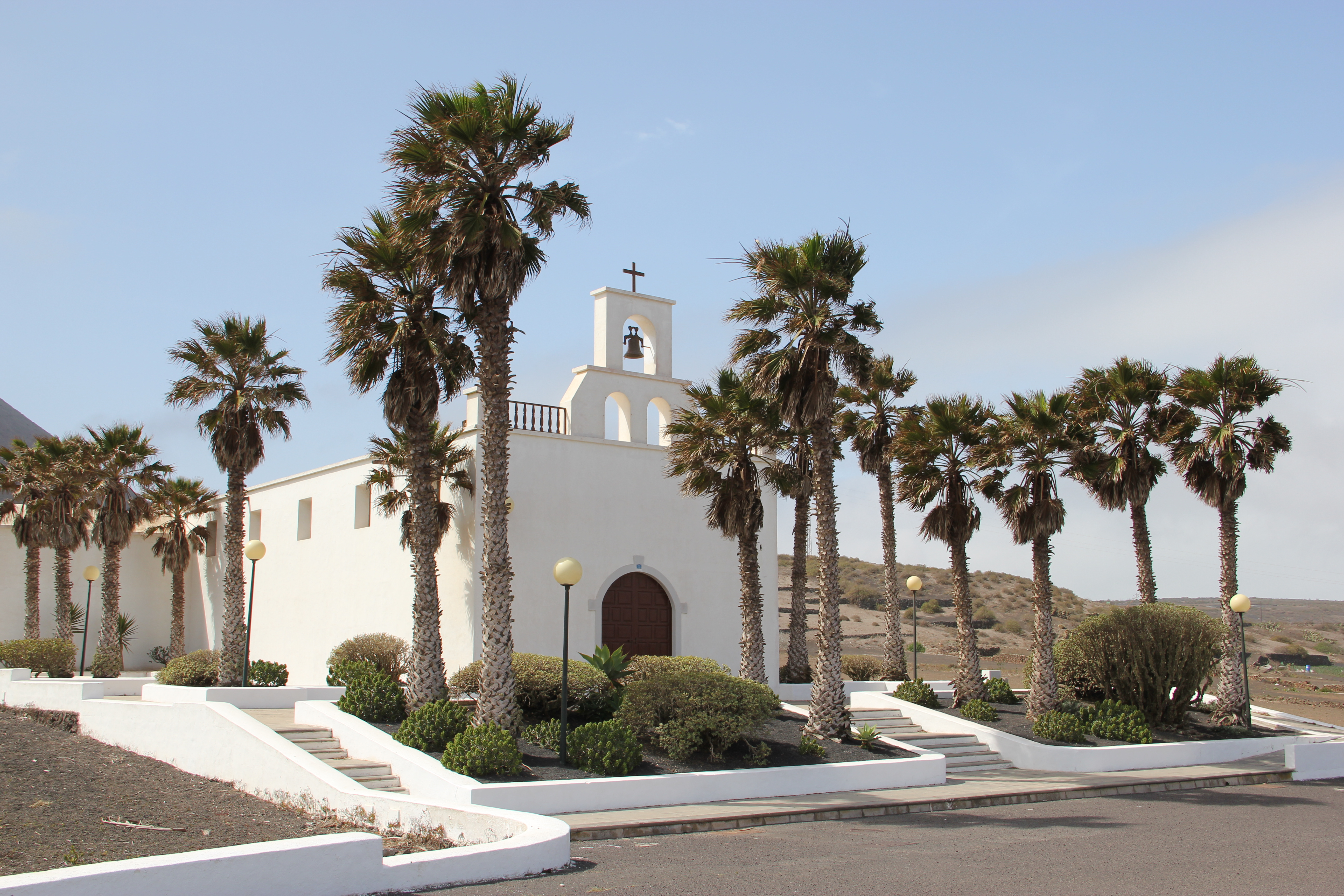
Dorfkirche in Yé
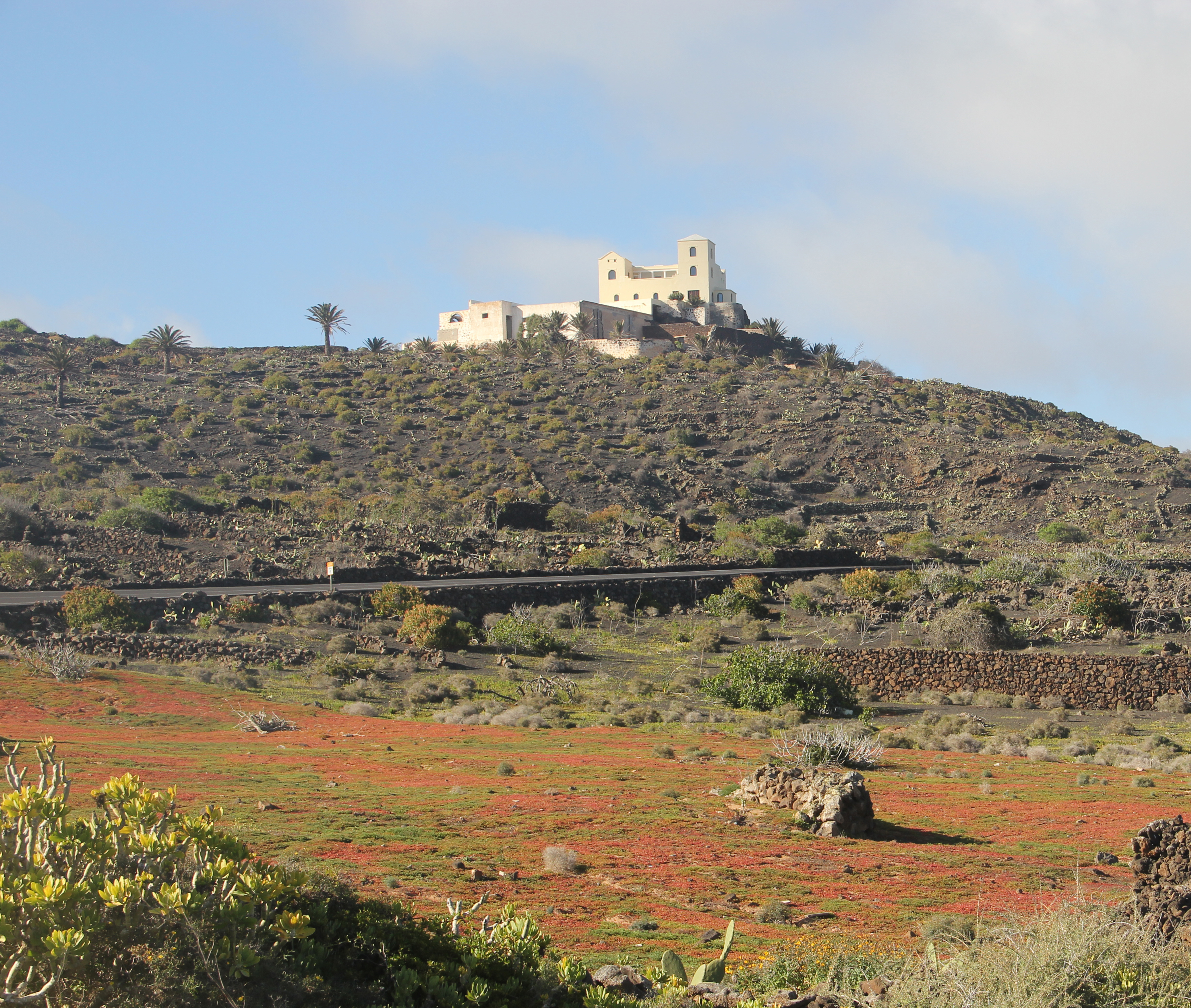
La Torrecilla de Domingo